# Сохачі
Сохачі́ — село в Україні, у Коропській селищній громаді Новгород-Сіверського району Чернігівської області. Населення становить 613 осіб. До 2020 орган місцевого самоврядування — Сохачівська сільська рада, до якої також належали населені пункти Подоляки та Станове.

## Географія
Село розташовано на лівому березі Десни за 8 кілометрів від селища Короп. На захід від села лежить ландшафтний заказник — Урочище «Лутава».

## Символіка
На гербі зображений лось що веде до назви села (герб є промовистим). Синя хвиляста стрічка це річка Десна. Узор часів Київської русі (одночасно нагадує як тризуб так і Литовський герб Колюмни) вказує на городище давньоруського міста Сохачі. Зелений колір - назва села пішла від назви урочища (лісу) Сохачі.

## Назва
Назва села походить від назви урочища, де колись у великій кількості водились сохаті — лосі. Схоже, що колись село стояло на самому березі Десни, про що свідчать залишені Десною русла — річки Деснище, Бакаївка, які протікають тепер попід самим селом.

## Історія
Першу згадку про село знаходимо в переказі, записаному в родословній князів Глинських, про те, як князь Вітовт у 1399 році, розбитий татарами на річці Ворсклі, заблукав у степах і попросив князя Івана Глинського привести його до литовської України: «К городу его Хороблю, да к волостям: Макошину, да к Сохачеву, да Верху, да к Оболоню».
За козацьких часів Сохачі входили до Коропської сотні Ніжинського полку. Гетьман Іван Самойлович у 1672 році віддав село разом з Риботином, Райгородком та Лукновом Коропу на утримання генеральної військової артилерії. На початку XVIII століття в Сохачах нараховувалося 62 двори. За відомостями 1858 року тут значиться 1489 жителів, дерев'яна Покровська церква, побудована в 1858 році (дзвіниця — в 1854-му). У 1897 році в Сохачах — 247 дворів і 1351 житель.
Жителі Сохачів здавна займались землеробством, мисливством та рибальством. Цьому сприяли природні умови. Землі на схід та на південь від села належали поміщикам Гаєвським і Стрижевським. Про Гаєвських збереглися спогади Валентини Кузьмівни Захарченко, дочки однієї з перших сохацьких жительок Ольги Миколаївни Новицької, яка виховувалась у сім'ї Гаєвських. Гаєвські мали землеволодіння в Сохачах, Риботині, на Конотопщині. В їх сім'ї була одна дитина — дівчинка. Батьки дали їй гарне виховання. Уже в 5 років вона грала на піаніно. Тоді ж захворіла на менінгіт і померла. Пан Гаєвський не зміг перенести цю тяжку втрату і збожеволів, а невдовзі й помер. Така ж сумна доля спіткала й поміщицю — пані Пурхенію. Обоє вони поховані в Ніжині, де й жили. А все їхнє майно і земля по спадщині перейшли Катерині Іванівні Демиденко — племінниці пані Гаєвської. Вона похована в Сохачах.
У Сохачах мешкали як селяни, так і козаки. Привільні землі приваблювали сюди людей, зокрема — вільних козаків. Так у селі з'явилися прізвища Михайловський, Халімон, Петриченко, Бахматок. Сохачі мали навіть двох старост: селянського і козацького.
Наприкінці XIX століття в селі відкрили трикласну школу. Дітей навчали один учитель і панотець. Училися в цій школі переважно діти заможних селян, 40-50 дітей. Закінчувала школу хіба що третина учнів, більшість кидала її після першого або другого класу. Дві третини населення були неписьменними.
Події революції 1905—1907 років Сохачі зачепили мало, але під їх впливом в селі відбулися деякі зміни. Дрібний поміщик Макуха почав спродувати свої землі. Їх купували заможні селяни: Карпенко, Комар, Пальчиковський, Бакай та інші. Безземемельних же селян бідність примушувала йти на заробітки в Таврію, Херсонщину, Катеринославщину.
Немало жителів Сохачів брало участь у Першій світовій війні та загинуло «за царя-батюшку». Сохачани брали участь і в революційних подіях 1917 року. В цей час у революційних військових частинах у Петрограді служили Петро Васильович Лужковий та Прохор Омелянович Михайловський. Загинув у 1917 році сохачанин — матрос Балтійського флоту, який служив у Кронштадті, Іван Степанович Осауленко.
12 червня 2020 року, відповідно до розпорядження Кабінету Міністрів України № 730-р «Про визначення адміністративних центрів та затвердження територій територіальних громад Чернігівської області», увійшло до складу Коропської селищної громади.
19 липня 2020 року, в результаті адміністративно-територіальної реформи та ліквідації Коропського району, увійшло до складу Новгород-Сіверського району Чернігівської області.

## Сьогоднення
В селі діє школа, дитячий садок, будинок культури, бібліотека, поштове відділення, амбулаторія та кілька магазинів.

## Економіка
Основним видом економічної діяльності є сільське господарство. На території сільради розташовується два сільськогосподарських підприємства: ТОВ “Сохачі” та ТОВ “Гаврилівка”, які спеціалізуються на вирощуванні зернових, технічних культур та розведенні великої рогатої худоби.
У Сохачах також діє підприємство з переробки сільськогосподарської продукції – ТОВ “Сохачівський консервний завод”, яке випускає консервовані овочі та фрукти.

## Пам'ятки
На території Сохачівської сільської ради розташовується кілька археологічних пам’яток, які свідчать про давнє заселення цих земель. Однією з найвідоміших пам’яток є городище давньоруського міста Сохачі, яке існувало у X-XIII століттях.
В Сохачах також знаходиться церква Святої Покрови, яка була побудована у 1809 році і є одним із найдавніших архітектурних пам’яток Коропського району.
Ще однією визначною пам’яткою Сохачівської сільської ради є сохачівський дуб – дерево-велетень, вік якого понад 500 років. Дуб має висоту понад 30 метрів і обхват стовбура понад 5 метрів.

## Персоналії
Олександр Погорілко - український бігун.